# Jean Fischer
Jean-Baptiste Fischer, nacido el 30 de marzo de 1867 en Brunstatt, Alsacia, Francia, fue un ciclista francés, apodado le grimpeur (el escalador). A día de hoy, se desconoce la data de su defunción. En 1901 fue el ganador de la segunda edición de la París-Tours. También participó en el primer Tour de Francia, en 1903, quedando quinto clasificado, a casi cinco horas del ganador Maurice Garin.

## Palmarés
1901
- París-Tours

## Resultados en el Tour de Francia
Durante su carrera deportiva ha conseguido los siguientes puestos en el Tour de Francia:
| Carrera         | 1903 | 1904 | 1905 |
| --------------- | ---- | ---- | ---- |
| Tour de Francia | 5º   | -    | Ab.  |

## Enlaces Wikipedia francés
- Wikipedia en francés de Jean-Baptiste Fischer